# Witold Milewski (specjalista inżynierii materiałowej)
Witold Milewski (ur. 1931, zm. 7 września 2020) – polski specjalista inżynierii materiałowej, prof. dr hab.

## Życiorys
Obronił pracę doktorską, następnie uzyskał stopień doktora habilitowanego. Był profesorem w Instytucie Mechaniki Precyzyjnej. Zmarł 7 września 2020.